# 孔白
孔白（？—？），字子上，战国时鲁国人。孔伋之子，孔子之曾孫。
《史記·孔子世家》僅記為“子思生白，字子上，年四十七”，生平事蹟不詳，卒年四十七岁。孔白博通群书。曾两次推辞齐威王国相之聘。孔白学习杂家之言，向父亲子思请教。子思回答：“雖有本性，加之以學，則無惑焉”；“知以身取節者則知足矣，苟知足則不累其志矣”。子思在衛國時，派人送書信給他，他“北面再拜受書，伏讀，然後與使者宴。遂為復書，返中庭、北面再拜以授使者，既受书，然后退”。其子孔求。